# Completude (Dedekind)
Completude, na teoria da ordem, é a propriedade que diz que, se um conjunto for dividido em duas partes de modo que os elementos de uma parte são sempre menores que os da outra parte, então existe um ponto que faz a fronteira entre as partes. 
Ou, nas palavras de Richard Dedekind, que definiu este conceito para os números reais:
Se todos os pontos da reta são divididos em duas classes, tal que todo ponto da primeira classe está à esquerda de todo ponto da segunda classe, então existe um, e apenas um, ponto que causa esta divisão de todos os pontos em duas classes, este corte da reta em duas porções. (...) Assumir esta propriedade da linha não é nada além do que o axioma pelo qual consideramos a reta contínua.
Um erro comum é chamar como axioma de Dedekind a propriedade de que todo conjunto não-vazio limitado superiormente tem um supremo; este axioma não se encontra nos textos de Dedekind.
Formalmente, este axioma pode ser escrito como:
{\displaystyle \forall A,B\ ((\forall x\ ((x\in A\land x\not \in B)\lor (x\in B\land x\not \in A))\ \land \ \forall x\in A\ \forall y\in B\ (x\leq y))\rightarrow \,}
{\displaystyle (\exists z\in A\ \forall w\in A(w\leq z)\lor \exists z\in B\ \forall w\in B(z\leq w)))\,}
Esta propriedade expressa a ideia de que a ordem linear (X, ≤) não tem buracos.
O axioma da completude é expresso em uma linguagem de segunda ordem, e não pode ser expresso em uma linguagem de primeira ordem.
O axioma de Dedekind, em geometria, é, de certa forma, a recíproca da propriedade que diz que um ponto O em uma linha l separa esta linha em duas semi-retas, uma formada pelos pontos à "direita" de O e outra pelos pontos à "esquerda" de O. Formalmente, este axioma é escrito:
Suponha que o conjunto de pontos da reta l seja a união disjunta {\displaystyle \Sigma _{1}\cup \Sigma _{2}\,} de dois conjuntos não-vazios de forma que nenhum ponto de um subconjunto está entre pontos do outro subconjunto. Então existe um ponto único O de l tal que um dos dois subconjuntos é uma semi-reta que começa em O.
Este axioma é equivalente à propriedade da menor quota superior. Um conjunto totalmente ordenado tem a propriedade da menor quota superior quando todo subconjunto não vazio que tem uma quota superior possui uma menor quota superior, ou seja, o conjunto dos elementos que são maiores que os elementos deste conjunto possui um mínimo. A propriedade da menor quota superior é equivalente à propriedade da maior quota inferior, que é enunciada de forma análoga, ou seja, todo subconjunto não vazio que tem uma quota inferior possui uma maior quota inferior.
A demonstração de que a propriedade da menor quota superior é equivalente ao axioma de Dedekind é imediata. Se vale o axioma de Dedekind, então, para um conjunto limitado superiormente, toma-se B como o conjunto das quotas superiores, e A seu complemento. Este par de conjuntos satisfaz às premissas do axioma, portanto existe um elemento c que faz o corte entre eles, e c é obviamente a menor quota superior. Para demonstrar a recíproca, ou seja, dada uma partição em A e B em que cada elemento de A é menor que cada elemento de B, basta tomar c como a menor quota superior de A.
Se um corpo ordenado satisfaz ao axioma de Dedekind  então este corpo é arquimediano, ou seja, para qualquer elemento β > 0, temos que o conjunto { β, 2 β, 3 β, ...} não tem uma quota superior. Além disso, qualquer corpo de característica zero possui, como subcorpo, uma cópia do corpo dos números racionais, os elementos desta cópia são definidos como as frações da forma {\displaystyle \pm {\frac {1+1+\ldots +1}{1+1+\ldots +1}}\,} (em que, nesta expressão, 1 é o elemento neutro multiplicativo do corpo). Se o corpo ordenado é arquimediano, então esta cópia de {\displaystyle \mathbb {Q} \,} é um conjunto denso, ou seja, qualquer elemento do corpo está entre dois elementos desta cópia de {\displaystyle \mathbb {Q} \,}. Com isto, dados dois corpos ordenados ordem-completos, é possível definir uma única função entre eles que preserva as operações de corpo e a relação de ordem. Como o corpo dos números reais é um corpo ordenado ordem-completo, o que se acabou de enunciar é que {\displaystyle \mathbb {R} \,} é único, a menos de isomorfismos.